# Rotten Sound
Rotten Sound est un groupe de grindcore finlandais, originaire de Vaasa. Formé en 1993, il fait partie, avec Nasum et Regurgitate, des groupes clés de la scène grind nordique ayant influencé toute une génération de groupes en Europe et dans le monde. Comme c'est souvent le cas pour les groupes de grindcore, les textes de Rotten Sound traitent de questions sociales ou d'actualités, mais ont aussi pour thème le gore et la violence.

## Biographie

### Débuts,Under PressureetDrain(1993–2000)
Rotten Sound est formé par le guitariste Mika Aalto à Vaasa, en Finlande, en 1993. Le groupe commence à enregistrer en 1994, publiant le single Sick Bastard au label Genet. Les albums underground qui suivent, entre singles et EPs, sont Psychotic Veterinarian sur SOA (1995), Loosin' Face sur Anomie (1996), et Splitted Alive sur IDS (1997).
Le premier album studio de Rotten Sound, Under Pressure, est publié au label espagnol Repulse Records en 1998, et est suivi par Drain (aussi sur Repulse) en 1999. L'album fait aussi participer pour la première fois le second guitariste Juha Ylikoski. Au début de 2000, le groupe signe avec le label américain Necropolis Records, une branche de Deathvomit, pour la sortie de l'EP Still Psycho, qui comprend une reprise de la chanson Reek of Putrefaction de Carcass. Le groupe effectue une tournée en Europe en soutien à l'album, aux côtés de Hateplow, In Aeturnum et Malevolent Creation.

### MurderworksetExit(2001–2005)
Rotten Sound publie son deuxième album, Murderworks, en 2002. En soutien à l'album, le groupe effectue une tournée européenne intitulée Murdering Europe, aux côtés des groupes tchèques Fleshless et Lykathea Aflame. Ils tournent aussi en Europe en juin 2003, avec Hateplow et Debauchery. En mai 2004, Rotten Sound s'associe avec Circle of Dead Children, Phobia et Strong Intention pour la tournée américaine Grind the East Coast. le quatrième album, Exit, est enregistré au studio Soundlab d'Örebro, en Suède avec l'ingénieur-son Mieszko Talarczyk, et masterisé au Cutting Room. Peu après sa sortie, l'album atteint la 22e place des classements finlandais. En mars 2005, le groupe s'associe avec Disfear pour une tournée scandinave commune en tête d'affiche.

### Consume to ContaminateetCycles(2006–2007)
En janvier 2006, le groupe participe à une tournée européenne intitulée Grind Your Face Off Tour 2006 en soutien à la réédition de leur album Murderworks, publiée le 6 janvier 2006. la tournée Grind Your Face Off Tour s'effectue en quatre semaine avec Sayyadina. Ils publient leur EP huit titre Consume to Contaminate le 7 juin 2006 au label Spinefarm Records. Rotten Sound joue avec Malevolent Creation à leur tournée européenne au début de 2007.
En juillet 2007, ils entrent en studio pour commencer à enregistrer leur cinquième album, Cycles, qui sera publié le 9 janvier 2008 au label Spinefarm Records. L'album est enregistré et mixé avec Janne Saksa aux studios Kantola et Sound Supreme. Le mastering est effectué par Pelle Henricsson aux Tonteknik Studios,. La première chanson, The Effects, est postée sur leur page Myspace.

### NapalmetCursed(2009–2011)
En novembre 2009, le groupe signe un nouveau contrat avec Relapse Records pour une suite à l'album Cycles. Rotten Sound publie l'EP Napalm le 30 mars 2010 au label Relapse Records. Il comprend de nouvelles chansons et trois reprises de Napalm Death. Rotten Sound se joint aussi à Aborted et The Red Chord pour la tournée Machines of Grind, qui s'effectue en trois semaines en Europe. Ils font une halte au Neurotic Death Fest et au Revolution Fest Open Air. Les trois groupes effectuent également trois dates au Royaume-Uni au Terrorizer Tour-ture, une tournée sponsorisée par le magazine Terrorizer.
En décembre 2010, Rotten Sound annonce un sixième album, intitulé Cursed, qui sera publié le 15 mars 2011 au label Relapse Records (sauf en Finlande, où il est publié le 16 mars 2011 au label Fullsteam Records). Il est enregistré aux Nordic Audio Labs et se centre sur six malédictions de l'humanité. Rotten Sound effectue la tournée Cursed to Tour entre avril et mai en Allemagne. Ils sont rejoints par Trap Them, Gaza, The Kandidate, et Haust. Après la tournée, Rotten Sound joue au Japon au Kabuto Metal Fest, avec Morbid Angel et The Haunted.

### Species at War(depuis 2012)
En janvier 2012, Rotten Sound annonce la tournée Grind Over Europe Tour 2012. Attendus le 24 février à Barcelone, en Espagne, le groupe tourne dans plus de 16 villes en trois semaines avec Exhumed et le groupe de powerviolence Magrudergrind. Rotten Sound tourne en soutien à son sixième album, Cursed, publié au début de 2011 via Relapse Records. En novembre 2012, Rotten Sound signe chez Season of Mist pour une distribution européenne. Le nouvel EP, Species at War, est enregistré aux Nordic Audio Labs en été dernier, mixé et masterisé par le batteur Sami Latva aux Latva Studios, et publié le 18 janvier 2013.

## Membres

### membres actuels
- G (Keijo Niinimaa) - chant (depuis 1993)
- Q (Mika Aalto) - guitare (depuis 1993)
- Sami Latva - batterie (depuis 2006)
- Kristian Toivainen – basse (depuis 2010)

### Anciens membres
- K (Kai Hahto) - batterie (1995–2006)
- Pekka Ranta - basse (1998-2000)
- J (Juha Ylikoski) - guitare (1998-2001)
- H (Mika Häkki) - basse (2000-2003)
- Masa Kovero - basse (pour l'enregistrement de Sick Bastard seulement)
- Ville Väisänen - batterie (pour l'enregistrement de Sick Bastard seulement)
- T (Toni Pihlaja) - basse (2003–2010)

## Discographie

### Albums studio
- 1997 : Under Pressure
- 1999 : Drain
- 2002 : Murderworks
- 2005 : Exit
- 2008 : Cycles
- 2011 : Cursed
- 2016 : Abuse to Suffer
- 2023 : Apocalypse

### EPs et singles
- 1994 : Sick Bastard (EP)
- 1995 : Psychotic Veterinarian (EP)
- 1996 : Loosin' Face (EP)
- 1997 : Splitted Alive (single)
- 2000 : Still Psycho (EP)
- 2006 : Consume To Contaminate (EP)
- 2010 : Napalm (EP)
- 2013 : Species At War (EP)
- 2018 : Suffer To Abuse (EP)

### Splits et live
- 1997 : Live in Nummirock '999 (Vidéo VHS)
- 2000 : 8 Hours Of Lobotomy (split CD avec Unholy Grave)
- 2002 : Seeds of Hate / Crap (split avec Mastic Scum)
- 2003 : From Crust ´til Grind (compilation)
- 2004 : Murderlive (DVD)